# Beni Mellikeche
Beni Mellikeche (în arabă بنى مليكش) este o comună din provincia Béjaïa, Algeria.
Populația comunei este de 8.497 de locuitori (2008).